# Сім'яні залози
Сім'яники, яєчка (лат. testiculi, грец. ὄρχις) — парні статеві залози (гонади) самців, в яких утворюються сперматозоїди та статеві гормони.
У більшості видів ссавців (окрім однопрохідних, багатьох комахоїдних та неповнозубих, хоботних, даманів, сирен, ластоногих та китоподібних) розташовані у мошонці (м'язо-шкіряний мішечок). У деяких ссавців (окремі види гризунів) сім'яники опускаються у мошонку тільки у період розмноження, а потім знов підіймаються у черевну порожнину. Утворюються у черевній порожнині плоду, але до миті народження або одразу після нього опускаються у мошонку через пахвинний канал. Цим досягається зниження температури залоз, що необхідно для нормального розвитку сперматозоїдів.
Яєчка у мошонці відділені одне від одного перетинками зі сполучної тканини, розміщені здебільшого на різному рівні (ліве нижче за праве, у шульги — навпаки) та можуть відрізнятись за розмірами. Яєчко складається із звивистих сім'яних канальців, в яких розвиваються сперматозоїди. Загальна довжина канальців — близько 70 см. Вони оточені перетинками зі сполучної тканини, в яких розташовані скупчення клітин Лейдіга. Ці клітини виробляють чоловічі статеві гормони — андрогени, зокрема тестостерон. Ці гормони підтримують статеву систему чоловіків у працездатному стані, та без них статеві органи не досягають повного розвитку. Крім того вони відповідають за утворення вторинних статевих ознак. Функції яєчка знаходяться під контролем передньої долі гіпофіза.
Яєчка тварин використовуються у кулінарії.

## Розмір
- Розмір

Середні розміри сім'яників дорослого чоловіка — 5 см на 2 см на 3 см і приблизно 21,3 см³ в об'ємі, вага залежить від зросту та становить 12,5 — 25г. За шкалою Теннера на першій стадії статевого дозрівання сім'яники мають об'єм менший за 1,5 см³, а на п'ятій — більший за 20 см³. Нормальний об'єм — від 15 см³ до 20 см³, а середній — 18 см³(діапазон 12-30 см³).
- Вимірювання

Об'єм сім'яників можна виміряти порівнявши з еліпсоїдами відомого розміру, такими як орхідометр. Інший спосіб — порахувати за допомогою формули дізнавшись довжину, ширину і висоту яєчка, за допомогою УЗД яєчок, або вимірювання яєчок лінійкою.
Формула для отримання приблизного об'єму сім'яників:
≈довжина • ширина • висота • 0.71

## Суспільство і культура
Яєчка телят, ягнят, півнів, індиків та інших тварин їдять у багатьох частинах світу, часто під евфемістичними кулінарними назвами. Яєчка є побічним продуктом кастрації молодих тварин, вирощених на м’ясо, тому вони могли бути сезонною стравою пізньої весни. У наш час вони зазвичай заморожені і доступні цілий рік. 
У середні віки чоловікам, які хотіли народження хлопчика, іноді видаляли ліве яєчко. Це було через те, що люди вірили, ніби праве яєчко виробляє сперму «хлопчика», а ліве — «дівчинки». Ще в 330 р. до н.е. Арістотель прописував перетягування (перев’язування) лівого яєчка чоловікам, які бажають мати синів.
У давнину, для музики білі голоси хлопчиків були більш бажаними, особливо через те, що жіночі голоси вважалися неприйнятними, оскільки жінок не допускали до церковних хорів та певної театральної музики; це також призвело до звичаю фізичної кастрації, яка хірургічним шляхом пригнічувала гормональний імпульс чоловічої сили, а також для того, щоб їхні «ангельські» голоси не зазнали вокальної німоти — протягом століть кастровані співаки, які поєднували майстерність та досвід дорослих з високим рівнем регістрів, виконували ролі контральто, переважно в оперних творах.